# CP/M

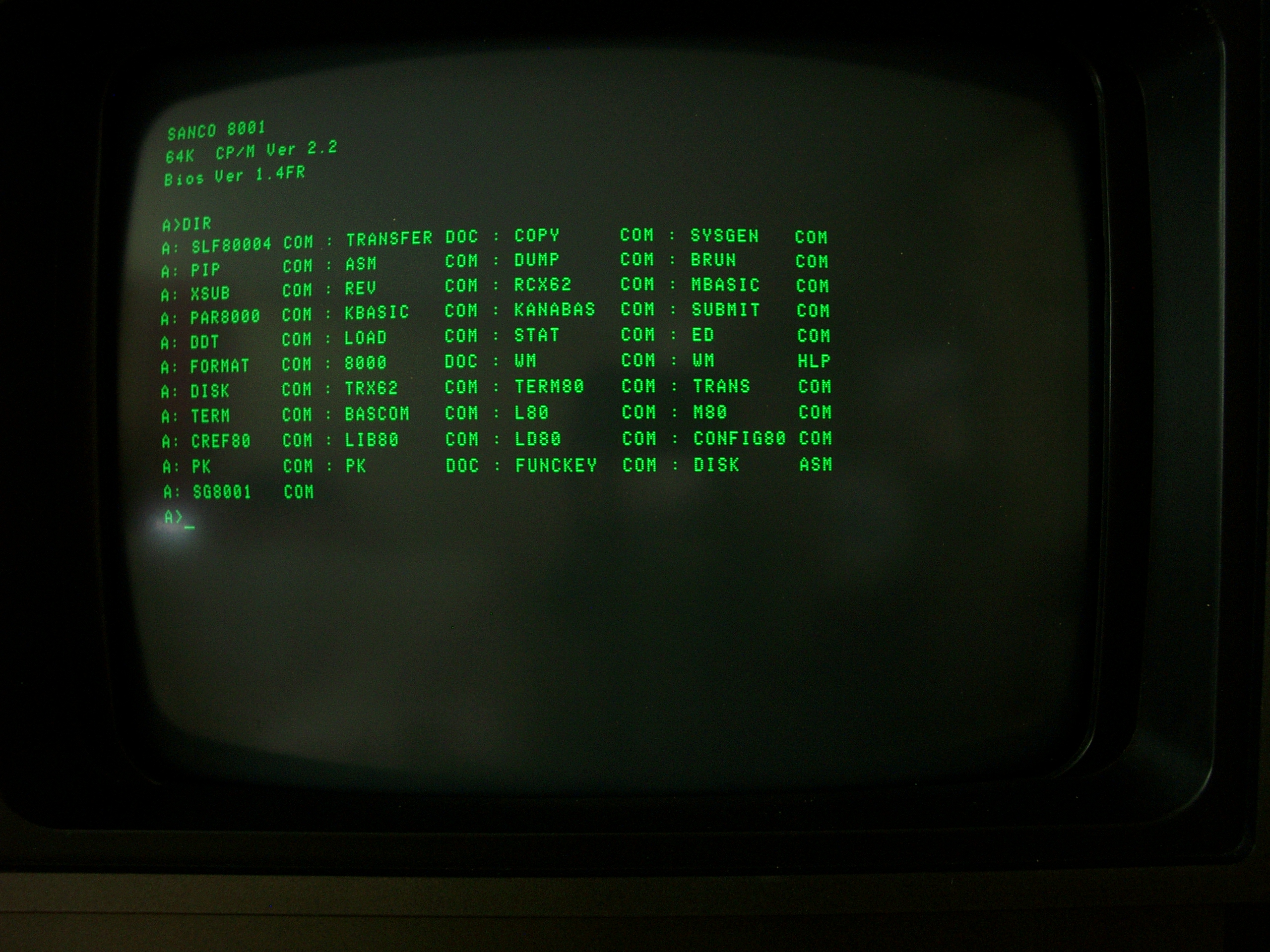
Ett skärmfotografi av CP/M.

CP/M (Control Program/Monitor) är ett operativsystem från Digital Research för datorer baserade på processorerna Intel 8080 från Intel och Z80 från Zilog. CP/M utvecklades från 1974 fram till version 3.1 ("CP/M-Plus") 1983. CP/M var det första standardiserade operativsystemet för persondatorer och var länge helt marknadsledande, från 1977 en standard de facto för 8-bitssystem. En tanke var att program skrivna för CP/M skulle gå att köra på alla datorer med samma processor och operativsystem. Digital Research hade även en fleranvändarlösning som hette MP/M.
Operativsystemet arbetade med 8 bits ord, som processorerna.
När IBM lanserade sin PC 1981 hade uppdraget att skriva ett lämpligt operativsystem gått till Microsoft som köpte upp QDOS, en ren kopia och klon av CP/M då en majoritet av maskinkoden för QDOS var direkt kopierad från CP/M. Microsoft skrev om delar av QDOS och döpte om det till MS-DOS (PC-DOS i IBM:s sammanhang). Eftersom CP/M var normsättande för operativsystem då MS-DOS kom till har emellertid MS-DOS-familjen stora likheter med CP/M.
Samtidigt togs 16-bitsvarianten CP/M-86 fram, 1980. Den var anpassad för Intels 8086-processorer, och marknadsfördes som en "bättre produkt än MS-DOS". Operativsystemet användes exempelvis i den svenska skoldatorsatsningen COMPIS, men CP/M-86 kom aldrig att röna några stora marknadsmässiga framgångar.
En 16-bitsversion för Motorolas 68000-serie togs också fram, CP/M-68K.
Digital Research kom sedan tillbaka med DR-DOS och fönsterhanteraren GEM.